# Къде е Елиса?
„Къде е Елиса?“ (на испански: ¿Donde esta Elisa?) e испанска теленовела римейк на чилийската теленовела „Donde esta Elisa?“ (2009). Създадена е през 2010 г. от Телемундо в САЩ. Излъчва се по канал Телемундо през периода от 8 март, 2010 до 10 август, 2010 г. Излъчвана е в общо 19 държави, а България прави римейк под името „Къде е Маги?“. Заснета е и колумбийска версия на теленовелата през 2012 г.

## Сюжет
Семейство Алтамира имат всичко – пари, власт и прекрасен живот. Всичко обаче се преобръща когато Елиса (Ванеса Посе) - дъщерята на Дана (Соня Смит) и Марио (Габриел Порас) изчезва след като е била на дискотека след рождения ден на баща си. Със случая се заемат Кристобал Ривас (Хорхе Луис Пила) и неговата партньорка Хисела Крус (Карина Мора). Благодарение на уликите, всеки става заподозрян и постепенно случая се разкрива.

## Участват
- Ванеса Посе (Vanessa Pose) – Елиса Алтамира
- Соня Смит (Sonya Smith) – Дана Корея Алтамира
- Габриел Порас (Gabriel Porras) – Марио Алтамира
- Катрин Сиачоке (Katherinе Siachoque) – Сесилия Алтамира
- Роберто Матеос (Roberto Mateos) – Бруно Касерес
- Исмаел ла Роса (Ismael la Rosa – Николас дел Вайе
- Хорхе Луис Пила (Jorge Luis Pila) – Кристобал Ривас
- Карина Мора (Karina Mora) – Хисела Крус
- Омар Херменос (Omar Germenos) – Хосе Анхел
- Ивелин Хиро (Ivelin Giro) – Вивиана Ринкон
- Мелвин Кабрера (Melvin Cabrera) – Рикардо де ла Фуенте
- Клаудия Морено (Claudia Moreno) – Исабел
- Карлос Аугусто Малдонадо (Carlos Augusto Maldonado) – Брисеньо
- Кармен Ауб (Carmen Aub) – Флор Касерес
- Маурисио Енао (Mauricio Henao) – Едуардо Касарес
- Джейсън Канела (Jason Canela) – Сантяго Ринкон
- Габриела Серано (Gabriela Serrano) – Кристина Алтамира